# Centrale McCormick
Pour les articles homonymes, voir McCormick.
La centrale McCormick est une centrale hydroélectrique et un barrage érigés sur la rivière Manicouagan par la Quebec & Ontario Paper Company et la Canadian British Aluminium Company, à Baie-Comeau, sur la Côte-Nord, au Québec. Cette centrale, d'une puissance installée de 350 MW, a été mise en service en 1952. L'aménagement est voisin de la centrale Manic-1, d'Hydro-Québec, les deux centrales partageant le même réservoir. Elle est nommée en l'honneur du colonel Robert R. McCormick (1880-1955), président du Chicago Tribune et instigateur de la construction de cette centrale, qui alimente l'usine de papier qui était alors la propriété du quotidien américain.
La centrale McCormick a produit de l'électricité pour les besoins des usines des deux propriétaires de la Compagnie hydroélectrique Manicouagan, l'AbitibiBowater (60 %) et l'Alcoa (40 %) à Baie-Comeau. Le 60% est maintenant à Hydro-Québec. Elle n'a pas été achetée dans le cadre de la nationalisation des compagnies d'électricité de 1962-1963, parce qu'elle ne servait qu'à répondre aux besoins de ses propriétaires.
Presque 50 ans plus tard, 13 mars 2009, Hydro-Québec s'est portée acquéreur de la participation que détenait AbitibiBowater dans la centrale, pour la somme de 615 millions CAD. La transaction a été conclue en décembre 2009.